# Fun Radio Ibiza Experience
Fun Radio Ibiza Experience est un événement musical annuel consacré à la musique électronique. Il est organisé à l'AccorHotels Arena depuis 2016 par Fun Radio et les frères Pissenem,, en collaboration avec l'Ushuaïa Beach, puis avec le club Hï Ibiza ces dernières années. Trois ans après, il vient dans la continuité de l’événement Starfloor arrêté en 2013.
L'événement est parfois diffusé en direct à la télévision sur les chaînes généraliste M6 et/ou W9.

## Éditions

### 2016
La première édition du Fun Radio Ibiza Experience s'est tenu le 8 avril 2016 avec une grande majorité de DJ néerlandais.

#### Artistes de l'édition 2016
- Axwell Λ Ingrosso
- Martin Garrix
- Oliver Heldens
- R3hab
- Showtek
- Don Diablo

### 2017
La seconde édition à eu lieu le 14 avril 2017,.

#### Artistes de l'édition 2017
- Afrojack
- Hardwell
- Nervo
- Robin Schulz
- Sam Feldt
- W&W

### 2018
La troisième édition a eu lieu le 27 avril 2018.

#### Artistes de l'édition 2018
- Don Diablo
- R3hab
- Armin Van Buuren
- Kungs
- Martin Solveig
- DJ Snake (en tant que surprise)

### 2019
La quatrième édition a eu lieu le 19 avril 2019. Elle est retransmise à la télévision.

#### Artistes de l'édition 2019
- Afrojack
- Timmy Trumpet
- W&W
- Jonas Blue
- Sunnery James & Ryan Marciano
- KSHMR

### 2020
La cinquième édition aurait dû se dérouler le 3 avril 2020, elle fut reportée au 19 novembre de la même année, avant d'être finalement annulé en raison de la pandémie mondiale dû au Covid 19.

### 2021
La cinquième édition a eu lieu le 21 octobre 2021.

#### Artistes de l'édition 2021
- Martin Garrix
- Dimitri Vegas & Like Mike
- Lost Frequencies
- Europa : Martin Solveig et Jax Jones
- Lucas & Steve
- Showtek

### 2022
La sixième édition a eu lieu le 29 avril 2022.

#### Artistes de l'édition 2022
- Kungs
- Don Diablo
- R3hab
- Purple Disco Machine
- Ofenbach
- Afrojack

### 2023
La septième édition a eu lieu le 28 avril 2023.

#### Artistes de l'édition 2023
- KSHMR
- Steve Aoki
- Joel Corry
- Alok
- Alan Walker
- Vladimir Cauchemar

### 2024
La huitième édition a eu lieu le 05 avril 2024.

#### Artistes de l'édition 2024
- Martin Solveig
- Diplo
- Kungs
- Meduza
- Tchami x Malaa
- W&W et R3hab

### 2025
La neuvième édition a eu lieu le 04 avril 2025.

#### Artistes de l'édition 2025
- Dimitri Vegas
- James Hype
- Morten
- Robin Schulz
- Showtek
- Ofenbach
- GIMS (en tant que surprise où il a interprété CIEL remixée par le duo Showtek)

### 2026
La dixième édition doit avoir lieu le 17 avril 2026.